# Libérateur de formaldéhyde

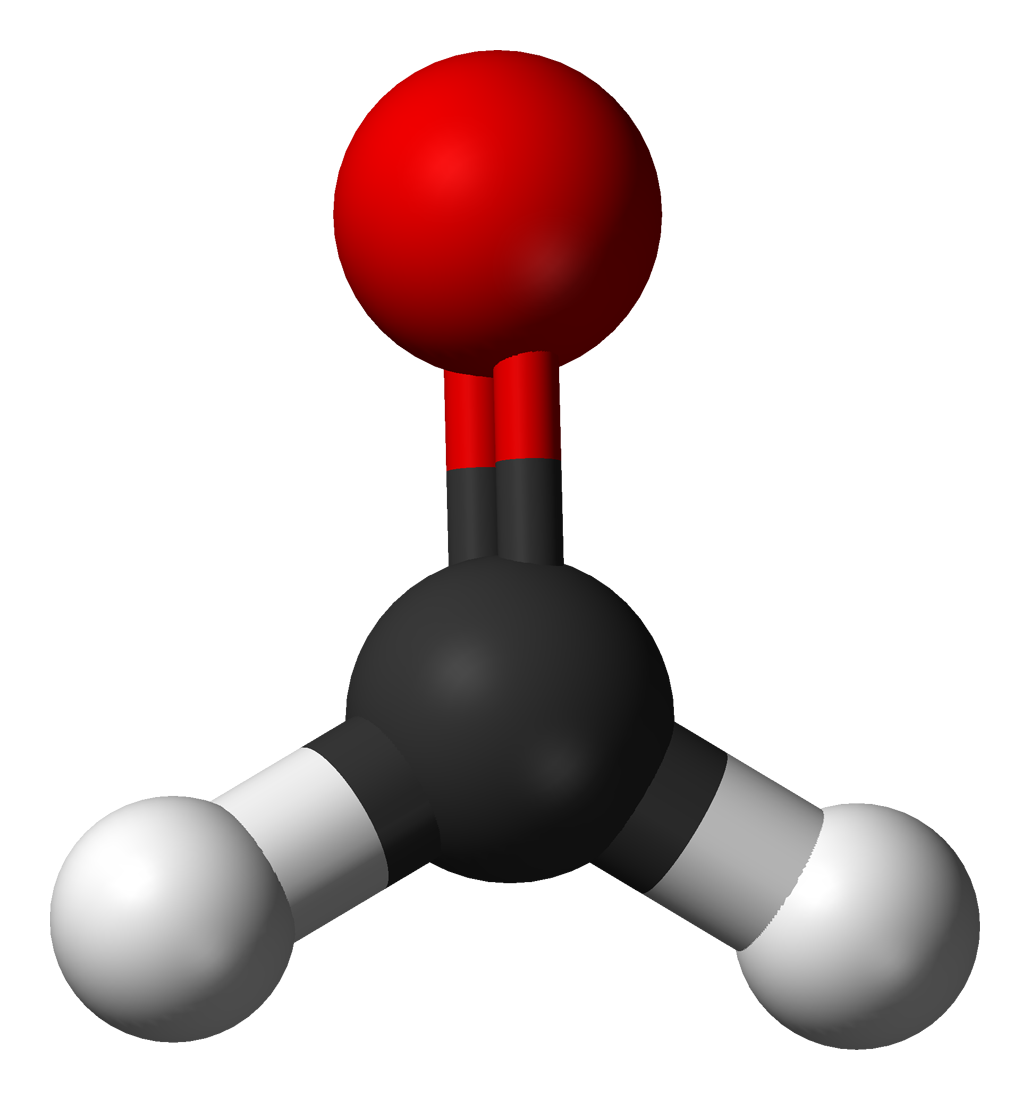
Formaldéyde.

Un libérateur de formaldéhyde est un composé qui libère (relargue) lentement du formaldéhyde.

## Antimicrobiens
Les libérateurs de formaldéhyde sont souvent utilisés comme agents de conservation antimicrobiens dans les produits cosmétiques. Voici quelques exemples :
- quaternium-15 ;
- imidazolidinyl urée (Germall 115) ;
- diazolidinyl urée (Germall II) ;
- DMDM hydantoïne (Glydant) ;
- 2-bromo-2-nitropropane-1,3-diol (Bronopol) ;
- tris(hydroxyméthyl) nitrométhane (Tris Nitro) ;
- hydroxyméthylglycinate (Suttocide A).

## Résines et plastiques
- Polyoxyméthylène (Delrin) (POM) et paraformaldéhyde (PFA)
- Résine phénol-formaldéhyde (PF)
- Résine urée-formaldéhyde (UF)
- Résine mélamine-formaldéhyde (MF)

## Matières associées
Les matières contenant des libérateurs de méthanal sont :
- produits cosmétiques ;
- certains médicaments ;
- liquides de coupe ;
- peintures ;
- panneaux de bois ;
- tapis ;
- matériaux d'isolation ;
- etc.